# Evil (2003)
Evil (Originaltitel: Ondskan, Alternativtitel: Faustrecht) ist ein schwedischer Spielfilm aus dem Jahr 2003, der auf dem autobiographischen Roman Evil – Das Böse (1981) von Jan Guillou basiert. Regie führte Mikael Håfström.

## Handlung
Schweden in den 1950er Jahren. Der 16-jährige Erik Ponti borgt in der Schule gemeinsam mit seiner Gang anderen Schülern Geld zu Wucherzinsen. Es drohen Prügel, wenn nicht rechtzeitig zurückgezahlt wird. Zu Hause lebt er mit seiner Mutter und seinem Stiefvater, einem Kellner, der ihn regelmäßig mit einem Rohrstock verprügelt.
Als Erik und seine Gang dabei erwischt werden, Schallplatten aus einem Laden zu klauen, bekommt Erik – aufgrund fehlender Loyalität seiner Kumpane – die ganze Schuld zugeschrieben. Er hat aber die Möglichkeit, sich an der Privatschule Stjärnsberg einzuschreiben. Dort bekommt er eine neue Chance, seine Ausbildung fortzusetzen. Erik beschließt, diese zu nutzen und mit seinem früheren gewalttätigen Leben aufzuhören.
In Stjärnsberg muss Erik sich mit neuen Arten von Gewalt auseinandersetzen; hier existiert ein System namens „kamratuppfostran“, zu deutsch „Kameradschaftserziehung“: Die Lehrer üben selbst keine Prügelstrafe aus, sondern delegieren diese Aufgabe als Privileg an ältere Schüler. Erik wird bald ihr Hauptziel.
Erik wehrt sich gegen den Schülervorstand, indem er die Erniedrigungen verweigert, die ihm, wie jedem anderen, von den Schülern der älteren Jahrgänge drohen, und dafür Arrest und Strafarbeit am Wochenende auf sich nimmt. Dies provoziert die Älteren mit der Zeit so, dass sie ihn in immer größerem Ausmaß schikanieren, ihn schließlich sogar fast zu Tode foltern. Sein bester Freund Pierre, der Sohn eines Diplomaten, will es Erik gleichtun, hält dies aber nach einiger Zeit nicht mehr aus und geht von der Schule.
Nachdem die Lehrerschaft durch den Weggang des begabtesten Schülers Pierre für die Missstände sensibilisiert worden ist und daraufhin den Schülern, insbesondere Erik, eine Mitschuld an dem Weggang Pierres gibt, beendet Erik seine Gewaltlosigkeit und verprügelt im offiziellen Duell, und somit ohne einen Vorwand für einen Schulverweis zu liefern, zwei Mitglieder des Schülervorstands.
Bei seinen erlittenen Demütigungen war Erik die Finnin Marja zu Hilfe gekommen, die in Stjärnsberg als Küchenhilfe angestellt ist und mit der er eine heimliche Liebesbeziehung eingeht. Marja wird entlassen, als Gerüchte um ihre Beziehung zu Erik lauter werden.
Die nach Finnland zurückgekehrte Marja schreibt Erik einen Brief mit einem Liebesbekenntnis, der ihm von älteren Schülern weggenommen wird und so Anlass für seinen Rausschmiss aus Stjärnsberg ist. Bevor er die Schule verlassen soll, demütigt er den Vorsitzenden des Schülervorstandes Silverhielm, indem er diesem zum Schein damit droht, ihn zu töten. Am Tag darauf entscheidet sich Erik um und akzeptiert die Entlassung nicht: Er bittet einen befreundeten Rechtsanwalt um Hilfe, der dem Direktor von Stjärnsberg mit juristischen Folgen und einer Bekanntmachung der Zustände der Schule in der Presse droht.
Erik kann in der Schule bleiben und seinen Abschluss machen.
Zu Hause kann er jetzt ein bis auf ein „Ungenügend“ im Betragen sehr gutes Abgangszeugnis präsentieren, welches eine Aufnahme auf das Gymnasium sicherstellt. Als sein Stiefvater ihn wegen des „Ungenügends“ zur Rede stellen und verprügeln will, wendet Erik „ein letztes Mal“ Gewalt an: Er befiehlt seinem Stiefvater die Wohnung zu verlassen, kündigt diesem an (was er danach wahrscheinlich auch tut), ihm vorher beide Arme und die Nase zu brechen und droht ihm öffentliche Bloßstellung für den Fall des Einschaltens der Polizei an.
Am Ende besucht er kurz seinen Freund Pierre, dem er mitteilt, dass er im Sommer bei einer Rechtsanwaltskanzlei arbeiten wird.

## Rezeption
Das Lexikon des internationalen Films sah in Evil eine „melodramatisch überfrachtete Rachegeschichte“ und ein „oberflächlich auf Reiz und Reaktion aufgebaute[s] Drama“, in dem nur „die Darstellerleistungen überzeugen“ könnten.

## Auszeichnungen (Auswahl)
Evil war 2004 als „bester fremdsprachiger Film“ für den Oscar nominiert, hatte aber gegenüber Denys Arcands Die Invasion der Barbaren das Nachsehen. Bei der Verleihung des wichtigsten schwedischen Filmpreises im selben Jahr, des Guldbagge, wurde Mikael Håfströms Film siebenmal nominiert und konnte sich in der Kategorie „Bester Film“ gegen Björn Runges mitfavorisiertes Drama Om jag vänder mig om durchsetzen. Nominierungen gab es für die Darsteller Gustaf Skarsgård und Andreas Wilson, der für seine Darstellung des Erik Ponti auf dem Shanghai International Film Festival ausgezeichnet wurde.